# Fortinet
Fortinet (укр. Фортінет) — американська компанія, що спеціалізується на пристроях мережевої безпеки. Флагманський продукт компанії Fortinet продається під торговою маркою FortiGate. Компанія Fortinet була заснована в 2000 році Кеном Ксі, засновником і колишнім президентом NetScreen, і є публічною компанією (код NASDAQ — FTNT [Архівовано 5 жовтня 2013 у Wayback Machine.]). Компанія Fortinet займає найбільшу частку ринку серед UTM-рішень, що неодноразово підтверджувалося IDC, займає 3 місце в світі за щорічним обсягом проданих пристроїв мережевої безпеки.
Fortinet — міжнародна компанія, головний офіс знаходиться в місті Саннівейл, Каліфорнія. Fortinet поширює свої продукти і сервіси, використовуючи партнерський канал продажів. У Fortinet більше 10,000 партнерів по всьому світу.[джерело?]

## Сертифікати та нагороди
- NSS Labs ‘Recommended’ Rating in 2013 Firewall Comparative Analysis[3]
- NSS Labs ‘Recommended’ Rating in 2012 Network Intrusion Prevention Comparative Testing[4]
- ICSA Labs Certified: Antivirus, Corporate Firewall, IPSec, NIPS, SSL-TLS and Web Application Firewall  [Архівовано 5 жовтня 2013 у Wayback Machine.]
- IPv6 Ready Phase 2  [Архівовано 5 жовтня 2013 у Wayback Machine.]
- CVE-Compatible Products and Services  [Архівовано 17 вересня 2013 у Wayback Machine.]
- Common Criteria
- FIPS 140-2
- Wi-Fi Alliance  [Архівовано 15 листопада 2012 у Wayback Machine.]
- Microsoft Certification  [Архівовано 30 грудня 2018 у Wayback Machine.]
- ISO 9001:2008